# Phyllodoce nipponica
Espèce
Phyllodoce nipponica est une espèce de plantes à fleurs de la famille des Ericaceae.

## Description
Phyllodoce nipponica est un arbuste à feuilles vertes en forme d'épines de sapin. Ses fleurs, des clochettes de couleur blanche, s'épanouissent en mai.

## Nom vernaculaire
- Tsugazakura, au Japon

## Localisation
Cette espèce est endémique du Japon (îles de Honshū et Shikoku) où elle se rencontre communément à l'étage alpin des zones humides de montagne. Elle peuple notamment les pentes du mont mont Nantai dans le parc national de Nikkō.

## Systématique
Le nom scientifique complet (avec auteur) de ce taxon est Phyllodoce nipponica Makino.

### Liste des sous-espèces
Selon GBIF (30 août 2021) :
- Phyllodoce nipponica subsp. nipponica
- Phyllodoce nipponica subsp. tsugifolia (Nakai) Toyok.

### Synonymes
Phyllodoce nipponica a pour synonymes :
- Phyllodoce amabilis Stapf
- Phyllodoce empetriformis var. amabilis (Stapf) Rehder